# بیتیگهایم-بیسینگن
شهر بیتیگهایم-بیسینگن در ایالت بادن-وورتمبرگ در کشور آلمان واقع شده است.